# Archaediscus
Archaediscus, en ocasiones erróneamente denominado Archaediscoum, es un género de foraminífero bentónico de la subfamilia Archaediscinae, de la familia Archaediscidae, de la superfamilia Archaediscoidea, del suborden Fusulinina y del orden Fusulinida. Su especie tipo es Archaediscus karreri. Su rango cronoestratigráfico abarca desde el Viseense (Carbonífero inferior) hasta el Moscoviense (Carbonífero medio).

## Discusión
Algunas clasificaciones más recientes incluyen Archaediscus en el Suborden Archaediscina, del Orden Archaediscida, de la Subclase Afusulinana y de la Clase Fusulinata.

## Clasificación
Archaediscus incluye a las siguientes especies:
- ‘‘Archaediscus abnakensis †
- ‘‘Archaediscus acutus †
- ‘‘Archaediscus aeriffodinae †
- ‘‘Archaediscus chernoussovensis †
- ‘‘Archaediscus conili †
- ‘‘Archaediscus convexus †
- ‘‘Archaediscus cornuspiroides †
- ‘‘Archaediscus elimesensis †
- ‘‘Archaediscus erectus †
- ‘‘Archaediscus foliaceus †
- ‘‘Archaediscus furongshanensis †
- ‘‘Archaediscus gissaricus †
- ‘‘Archaediscus globosus †
- ‘‘Archaediscus grozdilovae †
- ‘‘Archaediscus karreri †
- ‘‘Archaediscus koktjubensis †
- ‘‘Archaediscus krestovnikovi †
- ‘‘Archaediscus miklukhomaklayi †
- ‘‘Archaediscus minimus †
- ‘‘Archaediscus moelleri †
- ‘‘Archaediscus pachytheca †
- ‘‘Archaediscus paulus †
- ‘‘Archaediscus planiconvexus †
- ‘‘Archaediscus praecursor †
- ‘‘Archaediscus preconvexus †
- ‘‘Archaediscus pseudomoelleri †
- ‘‘Archaediscus quadratus †
- ‘‘Archaediscus stellatus †
- ‘‘Archaediscus stilus †
- ‘‘Archaediscus supinus †
- ‘‘Archaediscus swanni †
- ‘‘Archaediscus talasensis †
- ‘‘Archaediscus xinjiangensis †

En Archaediscus se han considerado los siguientes subgéneros:
- Archaediscus (Brunsiarchaediscus), también considerado como género Brunsiarchaediscus y aceptado como Nudarchaediscus
- Archaediscus (Glomodiscus), aceptado como género Glomodiscus
- Archaediscus (Melarchaediscus), también considerado como género Melarchaediscus y aceptado como Glomodiscus
- Archaediscus (Nudarchaediscus), aceptado como género Nudarchaediscus